# Andropolia lichena
Andropolia lichena là một loài bướm đêm trong họ Noctuidae.